# Jeff Bagwell
Jeffrey Robert Bagwell (Boston, 27 maggio 1968) è un ex giocatore di baseball statunitense di ruolo prima base nella Major League Baseball (MLB). È stato introdotto nella National Baseball Hall of Fame nel 2017.

## Carriera
Scelto in origine dai Boston Red Sox dalla University of Hartford nel quarto giro del Draft amatoriale 1989, Bagwell fu scambiato con gli Houston Astros nel 1990 e l'anno successivo fu premiato come rookie dell'anno della National League. Nel 1994 ottenne la prima di quattro convocazioni all'All-Star Game, venendo premiato unanimemente come MVP della National League quando ebbe una media battuta di .368, la migliore in carriera. Bagwell fu una delle stelle della formazione degli Astros con Craig Biggio e Lance Berkman, a cui fu dato il soprannome di "Killer B's", con Houston che finì al primo o secondo posto della Central Division della National League in 11 stagioni su 12 dal 1994 al 2005.
Bagwell è l'unico giocatore della storia della MLB con sei stagioni consecutive (1996–2001) in cui fece registrare 30 home run, 100 punti battuti a casa (RBI), 100 punti segnati e 100 basi ball. Divenne inoltre il quinto giocatore della storia con 300 home run, 1.000 RBI e 1.000 punti segnati nelle prime dieci stagioni. È uno dei soli dodici giocatori della storia ad avere colpito 400 fuoricampo e ad avere una percentuale di arrivo in base (OBP) di .400 e l'unico prima base con 400 home run e 200 basi rubate.

## Palmarès
- MVP della National League: 1

1994
- MLB All-Star: 4

1994, 1996, 1997, 1999
- Guanti d'oro: 1

1994
- Silver Slugger Award: 3

1994, 1997, 1999
- Rookie dell'anno della National League - 1991
- Numero 5 ritirato dagli Houston Astros